# Алту-Алегри-ду-Мараньян

Алту-Алегри-ду-Мараньян на карте штата.

Алту-Алегри-ду-Мараньян (порт. Alto Alegre do Maranhão) — муниципалитет в Бразилии, входит в штат Мараньян. Составная часть мезорегиона Восток штата Мараньян. Входит в экономико-статистический микрорегион Кодо. Население составляет 24 599 человек на 2010 год. Занимает площадь 383,305 км². Плотность населения — 64,18 чел./км².

## Демография
Согласно сведениям, собранным в ходе переписи 2010 г. Национальным институтом географии и статистики (IBGE), население муниципалитета составляет:
| Полное население                               | Полное население                               | Полное население                               | Полное население                               | 24 599 |
| ---------------------------------------------- | ---------------------------------------------- | ---------------------------------------------- | ---------------------------------------------- | ------ |
| в том числе:                                   | Городское население                            | 19 374                                         | Процент городского населения, %                | 78,76  |
|                                                | Сельское население                             | 5225                                           | Процент сельского населения, %                 | 21,24  |
|                                                | Мужское население                              | 12 274                                         | Процент мужского населения, %                  | 49,90  |
|                                                | Женское население                              | 12 325                                         | Процент женского населения, %                  | 50,10  |
| Плотность населения, чел/км²                   | Плотность населения, чел/км²                   | Плотность населения, чел/км²                   | Плотность населения, чел/км²                   | 64,18  |
| Население муниципалитета в % к населению штата | Население муниципалитета в % к населению штата | Население муниципалитета в % к населению штата | Население муниципалитета в % к населению штата | 0,37   |

По данным оценки 2016 года, население муниципалитета составляет 26 348 жителей.

## История
Город основан 10 ноября 1996 года. 

## Статистика
- Валовой внутренний продукт на 2003 год составляет 26 374 300,00 реалов (данные: Бразильский институт географии и статистики).
- Валовой внутренний продукт на душу населения на 2003 год составляет 1182,39 реала (данные: Бразильский институт географии и статистики).
- Индекс развития человеческого потенциала на 2000 год составляет 0,538 (данные: Программа развития ООН).